# Strana občanské sebeobrany
Strana občanské sebeobrany (S.O.S. PRAHA) je česká neparlamentní politická strana. Předsedou strany je Bohumil Vejtasa. SOS prosazuje řešení bytové otázky pro mladé lidi, snížení cen elektrické energie a vody, boj s korupcí aj.
Výraznější akcí strany bylo například[zdroj⁠?!]v roce 2007 podání trestního oznámení na vyúčtování miliónových částek za 10. mezinárodní protikorupční konferenci Transparency International v roce 2001 v Praze . Policie toto trestní oznámení odložila.